# Lemma von Yoneda
Das Lemma von Yoneda, nach Nobuo Yoneda, ist eine mathematische Aussage aus dem Teilgebiet der Kategorientheorie. Es beschreibt die Menge der natürlichen Transformationen zwischen einem Hom-Funktor und einem weiteren Funktor.
Das Yoneda-Lemma erlaubt es, Begriffe, die aus der Kategorie der Mengen geläufig sind, auf beliebige Kategorien zu übertragen.

## Motivation
Es sei {\displaystyle \mathbf {Set} } die Kategorie der Mengen (mit den üblichen Funktionen als Morphismen). Es sei {\displaystyle {\mathcal {C}}} eine lokal kleine Kategorie, so dass zu je zwei Objekten {\displaystyle X,Y\in {\mathcal {C}}} die Morphismen zwischen {\displaystyle X} und {\displaystyle Y} eine Menge und somit ein Objekt in {\displaystyle \mathbf {Set} } bilden. Für jedes Objekt {\displaystyle X} der Kategorie {\displaystyle {\mathcal {C}}} hat man den partiellen Hom-Funktor {\displaystyle H^{X}\colon {\mathcal {C}}\rightarrow \mathbf {Set} }, der für Objekte {\displaystyle Y\in {\mbox{Ob}}({\mathcal {C}})} und Morphismen {\displaystyle (f\colon Y\rightarrow Z)\in {\mbox{Mor}}({\mathcal {C}})} wie folgt definiert ist:
- {\displaystyle H^{X}(Y):={\mbox{Hom}}_{\mathcal {C}}(X,Y)}, wobei {\displaystyle {\mbox{Hom}}_{\mathcal {C}}(X,Y)} eine in diesem Zusammenhang übliche alternative Schreibweise für {\displaystyle {\mbox{Mor}}_{\mathcal {C}}(X,Y)} ist.
- {\displaystyle H^{X}(f)\colon H^{X}(Y)\rightarrow H^{X}(Z),\,g\mapsto f\circ g}.

Sei nun {\displaystyle T} ein weiterer Funktor von {\displaystyle {\mathcal {C}}} nach {\displaystyle \mathbf {Set} }. Man kann nun die Frage stellen, welche natürlichen Transformationen zwischen den Funktoren {\displaystyle H^{X}} und {\displaystyle T} bestehen. Hier gibt das folgende Yoneda-Lemma eine Antwort.

## Aussage
Sind {\displaystyle T\colon {\mathcal {C}}\rightarrow {\mbox{Set}}} ein Funktor und {\displaystyle X} ein Objekt aus {\displaystyle {\mathcal {C}}}, so ist {\displaystyle \eta \mapsto \eta _{X}({\mbox{id}}_{X})} eine Bijektion von der Menge aller natürlichen Transformationen {\displaystyle \eta \colon H^{X}\rightarrow T} in die Menge {\displaystyle T(X)}.
Dazu beachte man, dass eine natürliche Transformation {\displaystyle \eta \colon H^{X}\rightarrow T}  definitionsgemäß jedem Objekt {\displaystyle Y} aus {\displaystyle {\mathcal {C}}} einen Morphismus {\displaystyle \eta _{Y}\colon H^{X}(Y)\rightarrow T(Y)} zuordnet, wobei gewisse Verträglichkeitsbedingungen erfüllt sind (siehe natürliche Transformation).
Insbesondere hat man einen Morphismus {\displaystyle \eta _{X}\colon H^{X}(X)\rightarrow T(X)} in der Kategorie Set (das heißt einfach eine Abbildung), also kann man tatsächlich {\displaystyle \eta _{X}({\mbox{id}}_{X})} wie in obigem Lemma bilden und erhält ein Element aus {\displaystyle T(X)}. Daher ist die Abbildung {\displaystyle {\mathcal {Y}}\colon \eta \mapsto \eta _{X}({\mbox{id}}_{X})} wohldefiniert; man nennt sie auch die Yoneda-Abbildung oder den Yoneda-Isomorphismus.
Der Beweis ist einfach und beleuchtet die Situation im Yoneda-Lemma; daher wird er hier wiedergegeben: Ist {\displaystyle \eta \colon H^{X}\rightarrow T} eine natürliche Transformation, {\displaystyle Y} ein Objekt aus {\displaystyle {\mathcal {C}}} und {\displaystyle f\in H^{X}(Y)}, das heißt {\displaystyle f} ist ein {\displaystyle {\mathcal {C}}}-Morphismus {\displaystyle X\rightarrow Y}, so ist das folgende Diagramm nach Definition der natürlichen Transformation kommutativ:
Daraus ergibt sich {\displaystyle \eta _{Y}(f)=\eta _{Y}(f\circ {\mbox{id}}_{X})=(\eta _{Y}\circ H^{X}(f))({\mbox{id}}_{X})=(T(f)\circ \eta _{X})({\mbox{id}}_{X})=T(f)(\eta _{X}({\mbox{id}}_{X}))}.
Daher ist {\displaystyle \eta _{Y}} durch {\displaystyle T} und {\displaystyle \eta _{X}({\mbox{id}}_{X})} bereits eindeutig festgelegt, woraus sich die Injektivität der Yoneda-Abbildung ergibt.
Diese Formel wird auch zur Surjektivität herangezogen. Ist nämlich {\displaystyle w\in T(X)}, so definiere man für jedes Objekt {\displaystyle Y} aus {\displaystyle {\mathcal {C}}} die Abbildung {\displaystyle \eta _{Y}\colon H^{X}(Y)\rightarrow T(Y)} durch {\displaystyle \eta _{Y}(f)\,:=\,T(f)(w)}. Dann kann man nachrechnen, dass dadurch eine natürliche Transformation {\displaystyle \eta } von {\displaystyle H^{X}} nach {\displaystyle T} definiert wird, die unter der Yoneda-Abbildung auf {\displaystyle w} abgebildet wird.

## Bemerkungen
- Insbesondere zeigt das Yoneda-Lemma, dass die natürlichen Transformationen zwischen Funktoren {\displaystyle H^{X}} und {\displaystyle T} eine Menge bilden, denn die Klasse der natürlichen Transformationen zwischen {\displaystyle H^{X}} und {\displaystyle T} steht in bijektiver Beziehung zu einer Menge, nämlich {\displaystyle T(X)}, und ist daher selbst eine.
- Abbildungen der oben vorgestellten Art {\displaystyle \eta _{Y}\colon H^{X}(Y)\rightarrow T(Y),\eta _{Y}(f)\,:=\,T(f)(w)} führen zum Begriff der Darstellbarkeit von Funktoren.
- Hat man zusätzliche Strukturen auf den Morphismenmengen (angereicherte Kategorien), wie zum Beispiel im Falle abelscher Kategorien, so ersetzt man die Zielkategorie Set des Hom-Funktors gerne durch eine entsprechende Kategorie, etwa durch die Kategorie Ab der abelschen Gruppen. Um dann wieder auf die hier betrachtete Situation zu kommen, hat man lediglich den Vergissfunktor {\displaystyle {\mbox{Ab}}\rightarrow {\mbox{Set}}} hinterzuschalten.

## Yoneda-Einbettung
Als eine einfache Anwendung des Yoneda-Lemmas wird hier die Yoneda-Einbettung behandelt. Die Yoneda-Einbettung wird in der Definition der Ind-Objekte und Pro-Objekte verwendet.
Ist {\displaystyle {\mathcal {C}}} eine lokal kleine Kategorie, so bezeichne {\displaystyle [{\mathcal {C}},{\mbox{Set}}]} die Kategorie der Funktoren {\displaystyle H^{X}} mit den natürlichen Transformationen als Morphismen. Man beachte dazu, dass die natürlichen Transformationen zwischen zwei Funktoren {\displaystyle H^{X}} und {\displaystyle H^{Y}} nach dem Yoneda-Lemma eine Menge bilden, es liegt also tatsächlich eine Kategorie vor. Weiter sei mit {\displaystyle {\mathcal {C}}^{op}} die duale Kategorie bezeichnet. In dieser Situation definiere man den Funktor {\displaystyle H^{*}\colon {\mathcal {C}}^{op}\rightarrow [{\mathcal {C}},{\mbox{Set}}]} durch folgende Daten:
- {\displaystyle H^{*}(X):=H^{X}}, die Funktoren {\displaystyle H^{X}} sind die Objekte in {\displaystyle [{\mathcal {C}},{\mbox{Set}}]}.
- Für einen Morphismus {\displaystyle f\colon X\rightarrow Y} sei {\displaystyle H^{*}(f)\colon H^{X}\rightarrow H^{Y}} definiert durch {\displaystyle H^{*}(f)_{Z}\colon H^{X}(Z)\rightarrow H^{Y}(Z),\,g\mapsto g\circ f}, wobei {\displaystyle Z\in {\mbox{Ob}}({\mathcal {C}})}. Dann ist {\displaystyle H^{*}(f)} eine natürliche Transformation, also ein Morphismus in {\displaystyle [{\mathcal {C}},{\mbox{Set}}]}.

Leicht prüft man nach, dass hierdurch tatsächlich ein Funktor {\displaystyle H^{*}\colon {\mathcal {C}}^{op}\rightarrow [{\mathcal {C}},{\mbox{Set}}]} definiert ist. Dabei ist auf der linken Seite die duale Kategorie gewählt, da sonst {\displaystyle f} „in die falsche Richtung“ laufen würde. Es gilt nun
- Yoneda-Einbettung: Der Funktor {\displaystyle H^{*}\colon {\mathcal {C}}^{op}\rightarrow [{\mathcal {C}},{\mbox{Set}}]} ist eine volltreue Einbettung.

Vertauscht man die Rollen von {\displaystyle {\mathcal {C}}} und {\displaystyle {\mathcal {C}}^{op}}, so erhält man eine volltreue Einbettung {\displaystyle {\mathcal {C}}\rightarrow [{\mathcal {C}}^{op},{\mbox{Set}}]}.
Der Beweis besteht in einer Anwendung des Yoneda-Lemmas.
Zur Volltreue muss gezeigt werden, dass die Abbildungen
{\displaystyle H_{X,Y}^{*}\colon {\mbox{Mor}}_{{\mathcal {C}}^{op}}(X,Y)\rightarrow {\mbox{Mor}}_{[{\mathcal {C}},{\mbox{Set}}]}(H^{*}X,H^{*}Y),\,f\mapsto H^{*}(f)}
bijektiv sind.
Für {\displaystyle \eta \in {\mbox{Mor}}_{[{\mathcal {C}},{\mbox{Set}}]}(H^{*}X,H^{*}Y)}, das heißt für eine natürliche Transformation {\displaystyle \eta \colon H^{X}\rightarrow H^{Y}}, ist {\displaystyle {\mathcal {Y}}(\eta )\in H^{Y}(X)={\mbox{Hom}}_{\mathcal {C}}(Y,X)={\mbox{Hom}}_{{\mathcal {C}}^{op}}(X,Y)}, das heißt die Yoneda-Abbildung definiert eine Abbildung
{\displaystyle {\mathcal {Y}}_{X,Y}:{\mbox{Mor}}_{[{\mathcal {C}},{\mbox{Set}}]}(H^{*}X,H^{*}Y)\rightarrow {\mbox{Mor}}_{{\mathcal {C}}^{op}}(X,Y),\eta \mapsto \eta _{X}({\mbox{id}}_{X})}.
Da diese Abbildung nach dem Yoneda-Lemma bijektiv ist, und weil für alle {\displaystyle f\in {\mbox{Mor}}_{{\mathcal {C}}^{op}}(X,Y)} folgendes gilt:
{\displaystyle {\mathcal {Y}}_{X,Y}H_{X,Y}^{*}(f)={\mathcal {Y}}_{X,Y}(H^{*}(f))=H^{*}(f)_{X}({\mbox{id}}_{X})={\mbox{id}}_{X}\circ f=f},
ist {\displaystyle H_{X,Y}^{*}={\mathcal {Y}}_{X,Y}^{-1}} und daher ebenfalls bijektiv. Deshalb ist {\displaystyle H^{*}} volltreu.
Um einzusehen, dass {\displaystyle H^{*}} sogar eine Einbettung ist, muss die Injektivität des Funktors auf der Klasse der Objekte gezeigt werden (siehe Artikel treuer Funktor). Sind {\displaystyle X} und {\displaystyle Y} zwei verschiedene Objekte aus {\displaystyle {\mbox{Ob}}({\mathcal {C}}^{op})}, so gilt {\displaystyle {\mbox{Hom}}_{\mathcal {C}}(X,X)\cap {\mbox{Hom}}_{\mathcal {C}}(Y,X)=\emptyset }, weil ein Morphismus nicht zwei verschiedene Definitionsbereiche haben kann, und daraus folgt {\displaystyle H^{X}\not =H^{Y}}, das heißt {\displaystyle H^{*}(X)\not =H^{*}(Y)}. Daher ist {\displaystyle H^{*}} auch eine Einbettung.